# Capela de São Paio e Santa Rita
Capela de São Paio e Santa Rita situa-se fora da povoação de Trevões numa serra com o seu nome São Paio, onde se desfruta de uma magnifica vista panorâmica da freguesia.
São Paio é um mártir cordovês do século IX a quem o povo pede auxílio quando está com febres.
 Venera-se este Santo em conjunto com Santa Rita. Antigamente venerava-se no último Domingo de Agosto, em que a população seguía monte acima levando farnel e aqui passavam o dia junto à ermida em grande festa com missa campal, comezaina e bailarico. Agora é festejado no dia 26 de Junho, na vila.